# Conceiving You
Conceiving You è un singolo del gruppo musicale polacco Riverside, pubblicato il 1º ottobre 2005 come unico estratto dal secondo album in studio Second Life Syndrome.

## Tracce
1. Conceiving You (Album Version) – 3:41 (testo: Mariusz Duda – musica: Riverside)
2. I Turned You Down (Album Version) – 4:36 (testo: Mariusz Duda – musica: Riverside)
3. The Piece Reflecting the Mental State of the Members of Our Band (Unreleased Track) – 3:03 (musica: Riverside)

## Formazione
Gruppo
- Mariusz Duda – voce, basso
- Piotr Grudzinski – chitarra
- Piotr Kozieradzki – batteria
- Michal Lapaj – tastiera

Produzione
- Riverside – produzione
- Robert Srzedniccy – produzione, registrazione, ingegneria del suono, missaggio
- Magda Srzedniccy – produzione, registrazione, ingegneria del suono, missaggio
- Krzysztof Wawrzak – registrazione e ingegneria del suono batteria
- Jacek Gawlowski – mastering

## Classifiche
| Classifica (2006) | Posizione massima |
| ----------------- | ----------------- |
| Polonia (radio)   | 31                |